# Jigzhi
Jigzhi (chữ Tạng: གཅིག་སྒྲིལ་རྫོང་; Wylie: gcig sgril rdzong; ZWPY: Jigzhi Zong; tiếng Trung: 久治县; bính âm: Jiǔzhì Xiàn, Hán Việt: Cửu Trì huyện) là một huyện thuộc châu tự trị dân tộc Tạng Golog (Quả Lặc), tỉnh Thanh Hải, Trung Quốc.

### Trấn
- Trí Thanh Tùng Đa (智青松多镇)

### Hương
- Môn Đường (门堂乡)
- Oa Tái (哇赛乡)
- Sách Hô Nhật Ma (索呼日麻乡)
- Bách Vương (白玉乡)
- Oa Nhĩ Y (哇尔依乡)